# Latisternum pulchrum
Latisternum pulchrum är en skalbaggsart som beskrevs av Jordan 1894. Latisternum pulchrum ingår i släktet Latisternum och familjen långhorningar.
Artens utbredningsområde är Angola. Inga underarter finns listade i Catalogue of Life.